# Ведмідь бурий кадьяцький
Ведмідь бурий кадьяцький (Ursus arctos middendorffi) — підвид бурого ведмедя, що живе на островах Кадьяцького архіпелагу на південному заході штату Аляска, США. Є одним з найбільших хижаків Землі, який мешкає на суходолі.

## Морфологічні ознаки
Жива маса окремих тварин може сягати близько 780 кг, довжина 2,8 м, висота в плечах до 1,6 м. В кінці літа маса самців сягає 590 кг, а самок 415 кг, а на початку зими дорівнює 750 кг та 600 кг у самців і у самок відповідно. Найбільший ведмідь цього підвиду, спійманий для Берлінського зоопарку, важив 1134 (за іншими даними 1136) кг. Після смерті цього гіганта з'ясувалось що він важив 1200 (1238) кг.

## Поведінка
Спосіб життя в цілому відповідає способу життя інших бурих ведмедів. Вони живуть поодинці, але території їх проживання істотно менші, ніж у ведмедів в інших частинах Північної Америки. Під час холодних місяців вони впадають у зимову сплячку. Вони є всеїдними і можуть живитись як травами, ягодами і корінням, так і м'ясом і мертвечиною. Важливу роль в їх живленні відіграє риба. Під час нерестових міграцій лосося влітку і восени десятки ведмедів збираються на мілководних річках щоб діставати рибу з води або ловити її в повітрі, коли та вистрибує, долаючи пороги.
Розмноження також нагадує поведінку інших бурих ведмедів. Парування проходить, як правило, в червні або липні, однак запліднена яйцеклітина починає розвиватися лише в листопаді. Під час зимової сплячки в січні або лютому на світ з'являються від одного до трьох дитинчат. Молодняк залишається біля матері аж до трирічного віку.

## Систематика
На сьогодні наукою визнаються лише два сучасні підвиди бурих ведмедів в Північній Америці: кадьяк і грізлі. Вони майже не відрізняються між собою зовнішнім виглядом. Ведмеді на південному узбережжі Аляски за своїми розмірами майже ідентичні з кадьяком і ведуть схожий спосіб життя.

## Кадьяк і людина
Через полювання популяція кадьяків сильно скоротилася і в 1941 році вони були взяті під захист держави. Сьогодні в рік дозволено відстрілювати 160 особин, а загальна чисельність кадьяків оцінюється в 3000 тварин. Кадьяк приваблює туристів, проте, через посилену увагу, ведмідь може не набрати достатньої ваги перед зимівлею.
Кадьяком був і найзнаменитіший ведмідь Барт, який знімався в кіно. Він зіграв важливі ролі у фільмах «Ведмідь» і «На межі».